# Herbert Marcuse
Herbert Marcuse (19. července 1898 – 29. července 1979) byl německo-americký filozof a sociolog židovského původu, jeden ze zakladatelů Frankfurtské školy. Vystudoval univerzitu ve svém rodném městě Berlíně a dále pokračoval v doktorském studiu na univerzitě ve Freiburgu. Později stál u zrodu Institutu pro sociální výzkum ve Frankfurtu nad Mohanem, z čehož se stalo působiště Frankfurtské školy a jejich kritické teorie. Jakožto člen této školy se Herbert Marcuse věnoval tématům jako kritika kapitalismu, zábavní kultury a moderních technologií.

## Život

### Mládí a život
Herbert Marcuse se narodil 19. července 1898 v Berlíně do zajištěné židovské rodiny. Narodil se Gertrudě Kreslawsky a Carlovi Marcusemu, úspěšnému obchodníkovi. Herbert Marcuse měl během života tři ženy. Poprvé se oženil v roce 1924 se Sophií Wertheimovou .

### Studia
Herbert Marcuse započal svá studia na Gymnáziu Theodora Mommsena a poté přestoupil na Gymnázium Císařovny Augusty v Charlottenburgu, kde studoval do roku 1916. Tentýž rok byl Herbert Marcuse povolán do německé armády, kde se formovaly základy jeho politického myšlení. Z armády byl propuštěn o dva roky později. Na Humboltskou Univerzitu v Berlíně nastoupil roce 1919 a o rok později se začal věnovat německé literatuře, ekonomii, filosofii a politice na Univerzitě ve Freiburgu. Svá studia zakončil v roce 1922 doktorandskou prací v oblasti estetiky a odstěhoval se zpět do Berlína. Do Freiburgu se vrátil v roce 1929, aby napsal disertační práci pod vedením fenomenologa Martina Heideggera. Kvůli převzetí moci nacisty svou práci nemohl dokončit a tentýž rok se přidal k Frankfurtskému institutu pro sociální výzkum.

### Emigrace do Spojených států amerických
V roce 1933 se část Frankfurtského institutu pro sociální výzkum přesunula do Švýcarska a s ním i Herbert Marcuse. Poté strávil krátkou dobu i v Paříži a v roce 1934 nastálo emigroval do New Yorku. Na Kolumbijskou univerzitu se přesunula i Frankfurtská škola. Americké občanství Herbert Marcuse získal v roce 1940. Po dobu druhé světové války spolupracoval s americkými tajnými službami, kde pomáhal s analýzou nacistického režimu. Sedm let po válce se stal profesorem politické teorie na Kolumbijské univerzitě a na Harvardu. Během jeho působení na těchto univerzitách se často zapojoval do studentských akcí a podporoval Novou levici.
Zemřel 29. července 1979 na mrtvici při návštěvě Německa.

## Myšlenky a dílo
Mezi Marcuseho nejznámější práce patří kniha Jednorozměrný člověk (1964), která se stala jedním z manifestů studentského hnutí na sklonku 60. let 20. století. V díle silně kritizuje kapitalistickou společnost a často je chápán jako “otec Nové levice” – toto označení však on sám odmítal.
Autor v díle dochází k závěru, že moderní přetechnizovaná společnost je sice společností blahobytu, avšak je v podstatě silně nemocná. Jedinci ve společnosti neprosperují, jsou utiskováni a vykořisťováni, a to pomocí moderní technologie, kterou Herbert Marcuse považuje za zotročující sílu.Ve své době tak podává originální kritiku vědy a racionálního myšlení, jejichž pozitivní úloha tehdy zůstávala převážně nezpochybňována. S rostoucím panstvím člověka nad přírodou však roste i panství nad člověkem samotným. V jednorozměrné společnosti je kultura ve smyslu umění, politiky, náboženství a filozofie silně komercializovaná, a tak maskuje způsoby vnější kontroly jedince.
Technokratický rozum poukazem na svou úspěšnost nepřipouští žádnou alternativu, žádnou kritiku: člověk se stává jednorozměrným. Hovoří o paralýze kritiky – společnosti bez kritické sebereflexe.

### Vliv fenomenologie
Herbert Marcuse byl ovlivněn prací filozofa Martina Heideggera. V díle Jednorozměrný člověk (1964) Herbert Marcuse po vzoru Martina Heideggera kritizuje vývoj západní filozofie, a proto se snaží vytvořit filosofii novou, která by se zaměřovala na každodenní život a konkrétní problémy, které obnáší. V těchto myšlenkách navazuje na fenomenologii, kterou obdivoval v pracích Martina Heideggera a Edmunda Husserla

### Vlivmarxismu
Herberta Marcuseho v jeho dílech ovlivnila i práce filozofa Karla Marxe, který usiloval o ochranu subjektivity před opresivním kapitalismem. Po jeho vzoru se tedy Herbert Marcuse snažil o vzkříšení radikální sociálně-transformativní subjektivity. Pro překonání represivní struktury společnosti byla podle Herberta Marcuse potřeba jakási radikální akce.

## Seznam nejvýznamnějších děl
- Reason and Revolution – An Introduction to the Dialectical Thinking of Hegel and Marx (1941)
- Eros and Civilization (1955)
- One-dimensional Man (1964)
- An Essay on Liberation (1965)
- Counterrevolution and Revolt (1972)[7]

### České překlady
- MARCUSE, Herbert. Jednorozměrný člověk (původním názvem: One-dimensional Man). Překlad Miroslav Rýdl. 2. vyd. Praha: Portál, 2025. 288 s. (Klasici). ISBN 978-80-262-2282-8.
- MARCUSE, Herbert. Příslib štěstí. Příprava vydání Martin Profant; překlad Martin Profant. 1. vyd. Praha: Epocha, 2018. 376 s. ISBN 978-80-7557-102-1.
- MARCUSE, Herbert. Psychoanalýza a politika (původním názvem: Psychoanalyse und Politik). Překlad Lubomír Sochor. 1. vyd. Praha: Svoboda, 1968. 70 s.